# محمد جعفر الزين
محمد جعفر الزين (مواليد 13 نوفمبر 1979) لاعب كرة قدم بحريني معتزل كان يجيد اللعب في مركز المهاجم. لعب كامل مسيرته الرياضية في نادي المحرق. شارك مع منتخب البحرين في بطولة كأس آسيا 2004.

## الإنجازات
- الدرجة الأولى (9): 1999، 2001، 2002، 2004، 2006، 2007، 2008، 2009، 2011
- كأس ملك البحرين (7): 1996، 1997، 2002، 2005، 2008، 2009، 2011
- كأس ولي العهد (5): 2001، 2006، 2007، 2008، 2009
- كأس الاتحاد الآسيوي (1): 2008
- كأس الاتحاد البحريني (2): 2005، 2009

## روابط خارجية
- محمد جعفر الزين على موقع قاعدة بيانات كرة القدم.إي يو (الإنجليزية)
- محمد جعفر الزين على موقع ناشيونال فوتبول تيمز (الإنجليزية)
- محمد جعفر الزين على موقع Soccerway.com (الإنجليزية)